# Elbeuf
Pour les articles homonymes, voir Elbeuf (homonymie).
Elbeuf-sur-Seine redirige ici.
Elbeuf (/ɛl.bœf/) est une commune française située dans le département de la Seine-Maritime en région Normandie.
La commune est dénommée localement Elbeuf-sur-Seine, pour faire la distinction avec les communes d'Elbeuf-en-Bray et d'Elbeuf-sur-Andelle, toutes trois dans le même département. Les habitants se nomment les Elbeuviens.
Ancienne cité drapière située à 23 km au sud de Rouen et 40 km au nord-ouest d'Évreux, Elbeuf est le bureau centralisateur du canton d'Elbeuf. Depuis 2010, elle fait partie de  la Métropole Rouen Normandie, qui atteint ainsi 486 519 habitants, ainsi que de l'unité urbaine de Rouen.
Elbeuf a obtenu le niveau « trois fleurs » au concours des villes et villages fleuris.
La ville a le label « Villes et Pays d'art et d'histoire ».

## Géographie

### Localisation
Elbeuf est un chef-lieu de canton situé dans la Seine-Maritime sur un méandre de la Seine, à 18 kilomètres de Rouen.

### Communes limitrophes
La commune a pour principale commune limitrophe Caudebec-lès-Elbeuf.
| Orival                                | Saint-Aubin-lès-Elbeuf | Caudebec-lès-Elbeuf          |
| La Londe Saint-Ouen-du-Tilleul (Eure) | Elbeuf                 | Saint-Pierre-lès-Elbeuf      |
| Le Thuit-de-l'Oison (Eure)            | La Saussaye (Eure)     | Saint-Cyr-la-Campagne (Eure) |

### Géologie et relief
Le territoire de la commune occupe une surface de 1 632 hectares.

### Hydrographie
La commune est située dans le bassin Seine-Normandie. Elle est drainée par la Seine et le fossé 01 de la Commune de Elbeuf,,.
La Seine, qui prend sa source à Source-Seine, en Côte-d'Or, sur le plateau de Langres, traverse le département avec de larges méandres sur son flanc sud et se jette dans la Manche entre Le Havre et Honfleur.
Du fait de sa position sur la Seine, la ville a été périodiquement sujette aux inondations. La plus importante d'entre elles se produisit en 1910. Les digues ont été relevées et les routes surélevées en bordure du fleuve. Deux ponts franchissent la Seine en direction de Saint-Aubin-lès-Elbeuf : le pont Guynemer et le pont Jean-Jaurès.

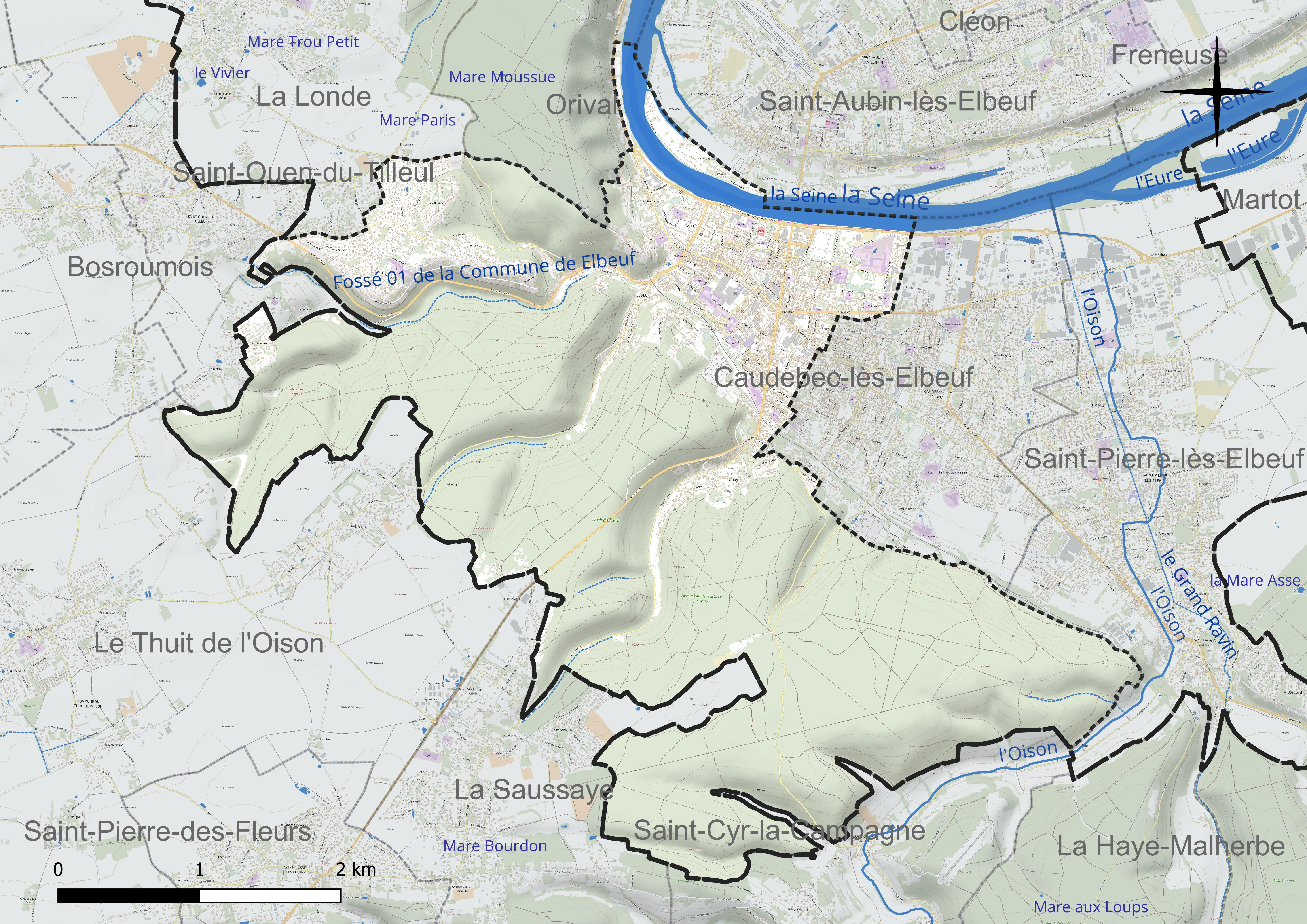
Réseau hydrographique d'Elbeuf.

### Sismicité
Commune située dans une zone de sismicité 1 très faible.

### Climat
Pour des articles plus généraux, voir Climat de la Normandie et Climat de la Seine-Maritime.
En 2010, le climat de la commune est de type climat océanique dégradé des plaines du Centre et du Nord, selon une étude du CNRS s'appuyant sur une série de données couvrant la période 1971-2000. En 2020, Météo-France publie une typologie des climats de la France métropolitaine dans laquelle la commune est exposée à un climat océanique et est dans la région climatique Côtes de la Manche orientale, caractérisée par un faible ensoleillement (1 550 h/an) ; forte humidité de l’air (plus de 20 h/jour avec humidité relative > 80 % en hiver), vents forts fréquents. Parallèlement le GIEC normand, un groupe régional d’experts sur le climat, différencie quant à lui, dans une étude de 2020, trois grands types de climats pour la région Normandie, nuancés à une échelle plus fine par les facteurs géographiques locaux. La commune est, selon ce zonage, exposée à un « climat contrasté des collines », correspondant au Pays d’Auge, Lieuvin et Roumois, moins directement soumis aux flux océaniques et connaissant toutefois des précipitations assez marquées en raison des reliefs collinaires qui favorisent leur formation.
Pour la période 1971-2000, la température annuelle moyenne est de 11,1 °C, avec une amplitude thermique annuelle de 14 °C. Le cumul annuel moyen de précipitations est de 747 mm, avec 11,6 jours de précipitations en janvier et 7,9 jours en juillet. Pour la période 1991-2020, la température moyenne annuelle observée sur la station météorologique la plus proche, située sur la commune de Louviers à 14 km à vol d'oiseau, est de 11,8 °C et le cumul annuel moyen de précipitations est de 719,5 mm,. Pour l'avenir, les paramètres climatiques de la commune estimés pour 2050 selon différents scénarios d’émission de gaz à effet de serre sont consultables sur un site dédié publié par Météo-France en novembre 2022.

## Urbanisme

### Typologie
Au 1er janvier 2024, Elbeuf est catégorisée centre urbain intermédiaire, selon la nouvelle grille communale de densité à sept niveaux définie par l'Insee en 2022.
Elle appartient à l'unité urbaine de Rouen, une agglomération inter-départementale regroupant 50  communes, dont elle est une commune de la banlieue,,. Par ailleurs la commune fait partie de l'aire d'attraction de Rouen, dont elle est une commune de la couronne,. Cette aire, qui regroupe 317 communes, est catégorisée dans les aires de 200 000 à moins de 700 000 habitants,.

### Occupation des sols
L'occupation des sols de la commune, telle qu'elle ressort de la base de données européenne d’occupation biophysique des sols Corine Land Cover (CLC), est marquée par l'importance des forêts et milieux semi-naturels (74,6 % en 2018), une proportion identique à celle de 1990 (74,6 %). La répartition détaillée en 2018 est la suivante : forêts (74,6 %), zones urbanisées (20,9 %), eaux continentales (1,9 %), prairies (1,1 %), zones industrielles ou commerciales et réseaux de communication (0,9 %), terres arables (0,6 %). L'évolution de l’occupation des sols de la commune et de ses infrastructures peut être observée sur les différentes représentations cartographiques du territoire : la carte de Cassini (XVIIIe siècle), la carte d'état-major (1820-1866) et les cartes ou photos aériennes de l'IGN pour la période actuelle (1950 à aujourd'hui).

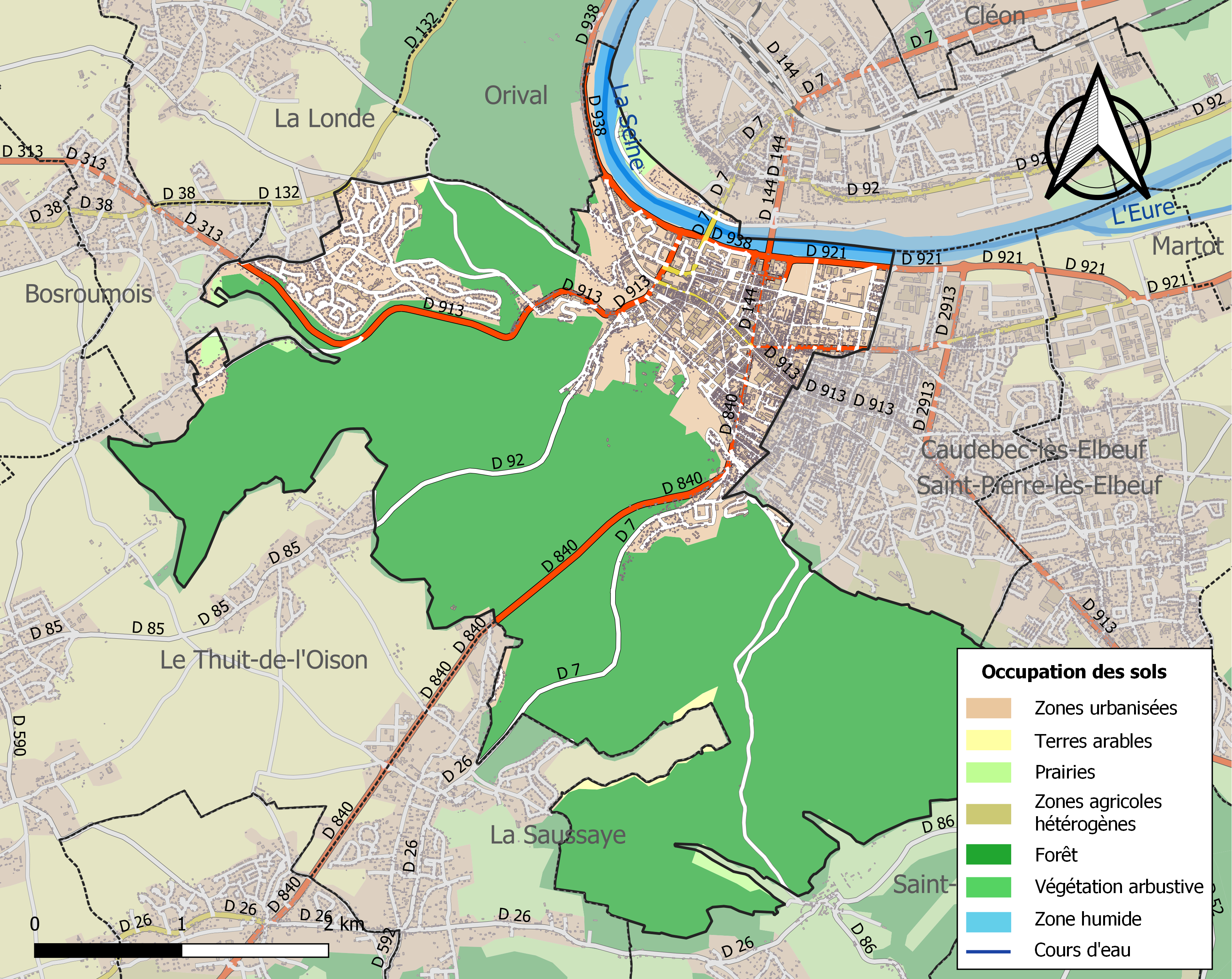
Carte des infrastructures et de l'occupation des sols de la commune en 2018 (CLC).

Plan local d'urbanisme intercommunal Métropole Rouen Normandie.

## Toponymie
À la fin du Xe siècle, un village, attesté sous la forme Wellebou dans une charte de Richard Ier de Normandie, se développe. On trouve aussi Guellebo en 1021-1025 et Wellebuoht en 1070-1081 (lire Wellebuoth).
Il s'agit d'un type toponymique médiéval fréquent en Haute-Normandie, où l'on trouve aussi deux autres communes portant ce nom : Elbeuf-sur-Andelle (Wellebotum 1218) et Elbeuf-en-Bray (Wellebof 1046 - 1048). Le déterminant complémentaire -sur-Seine, parfois ajouté à Elbeuf, sert à éviter la confusion avec ces deux autres communes situées également dans le département de la Seine-Maritime.
Le premier élément El- représente l'ancien scandinave vella « source, cours d'eau » ou son correspondant anglo-saxon wella « source, cours d'eau ». Il apparaît dans la toponymie normande de manière générale comme second élément d'un composé toponymique sous diverses formes, à savoir : la plus courante -vel(le) (Jersey, Moulin de Quétivel ; Seine-Maritime, Moulin de Quenarvelle en 1539 ; nombreux Caquevel), -ouelle (Rouelles, Seine-Maritime, Rodewella 1035 ; Fontaine de Mirouel, Exmes, Orne), voire -gueule (le Radegueule, affluent de la Béthune, Seine-Maritime, Radevele XIIe siècle cf. Radwell, Angleterre) et en emploi autonome dans la Veules (source et rivière à Veules-les-Roses, Wellas 1025, Welles XIVe siècle).
La forme Guellebo est une forme francisée, correspondant au normand Wellebo(u), elle ne s'est pas imposée. En revanche, le W- initial s'est amuï, conformément à ce qu'on observe dans la toponymie de la Haute-Normandie et ce, devant e ou i, cf. Incarville (Eure, Wicardi villa 1025).
Le second élément -beuf est issu de l'ancien scandinave bóð « cabane, baraque » (cf. vieux danois both, danois bod, anglais booth, d'origine scandinave). En Normandie, il a généralement pris la forme -beuf ou -bot et est souvent noté -b(u)oth ou -bod dans les attestations les plus anciennes, exemple : Daubeuf-la-Campagne (Eure, Dalbuoth 1011). François de Beaurepaire donne à both le sens de « village ».
Le sens global est donc celui de « cabane au bord du cours d'eau » ou « village au bord du cours d'eau ».

## Histoire
Robert de Meulan (v. 1046-1118) à la suite de son mariage vers 1100 avec Isabelle de Vermandois recueille l'honneur d'Elbeuf-sur-Seine.
Le 7 août 1346, au début de la guerre de Cent Ans, la ville sur le passage des Anglais lors de la chevauchée d'Édouard III est ravagée.

### L'industrie drapière
Vers 1514, les premières draperies d'Elbeuf voient le jour. Après la corporation des tisserands, Jean-Baptiste Colbert donne en 1667 un élan supplémentaire à l'industrie drapière avec la Manufacture royale de draps d'Elbeuf.
Le 3 novembre 1802, Napoléon Bonaparte visite les manufactures.
En 1846, le fabricant de textiles en laines Aroux introduit une nouvelle machine à trier la laine. Or, 59 % des femmes de la ville travaillaient une partie de l’année à nettoyer la laine de ses impuretés, et se voient ainsi privées de travail. Le 22 mai, une manifestation de plusieurs centaines de personnes fait le siège de l’usine, en criant « À bas la mécanique ! ». Pendant plusieurs jours, la ville connait une ambiance insurrectionnelle, jusqu’à l’intervention de l’armée qui procède à l’arrestation d'une centaine de personnes.
La concurrence étrangère aura raison de cette activité économique de la ville, qui chutera pendant le contrôle allemand lors de la Seconde Guerre mondiale. Les bombardements de 1944 détruisent une partie du centre-ville. La ville se reconstruit mais, dans les années 1950, l'industrie drapière doit faire face à l'apparition des textiles synthétiques. Cette concurrence va amener la disparition progressive de cette industrie. La firme Prudhomme est la dernière à fermer en 1990.
La « ville aux cent cheminées », telle qu'elle fut surnommée, s'est tournée vers une activité industrielle plus moderne : industrie chimique et mécanique, avec notamment les usines Renault et Sanofi.

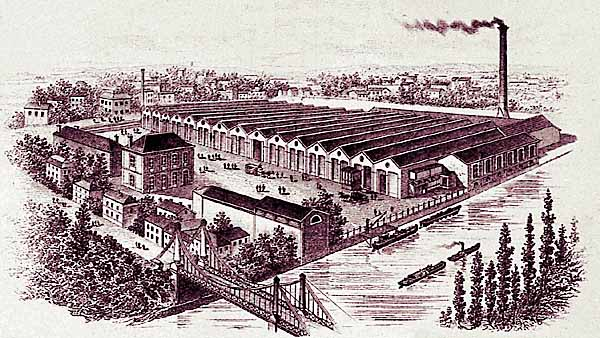
La teinturerie Gustave Hue, vers 1900.
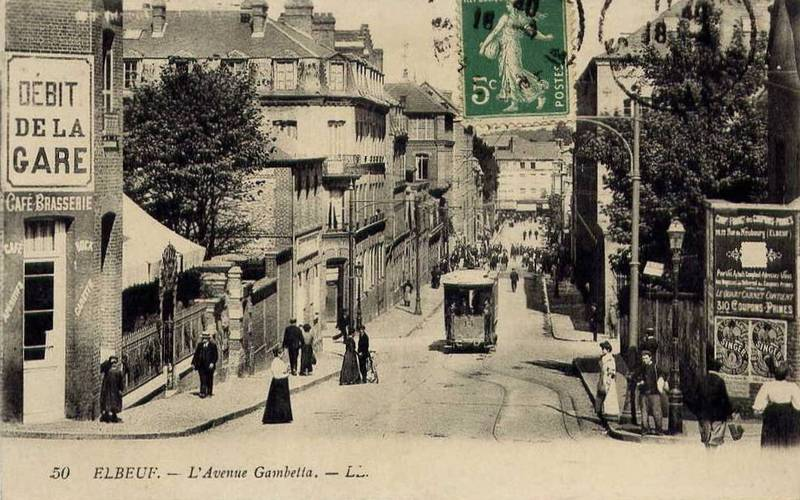
L'avenue Gambetta.
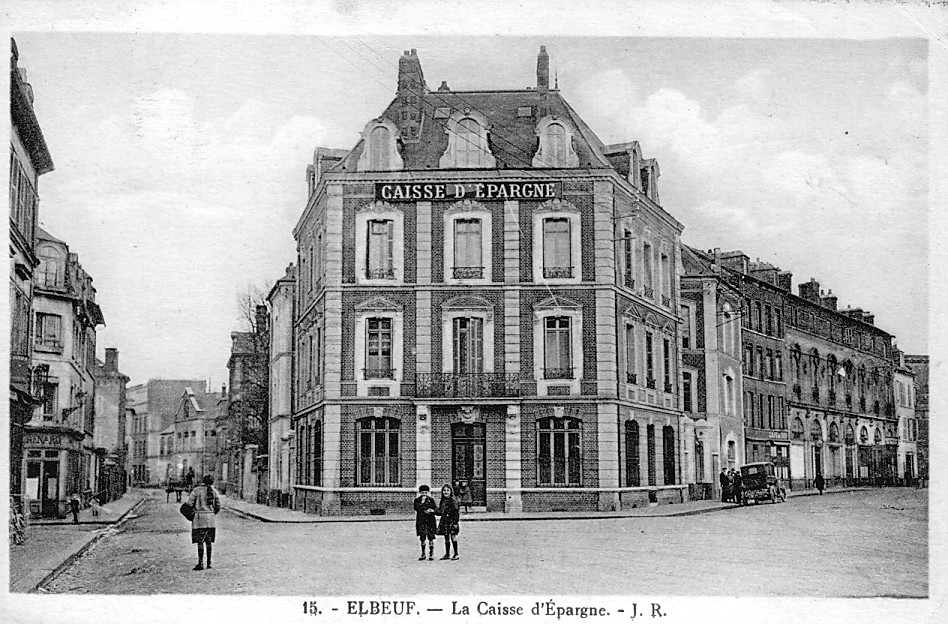
La Caisse d'Épargne.
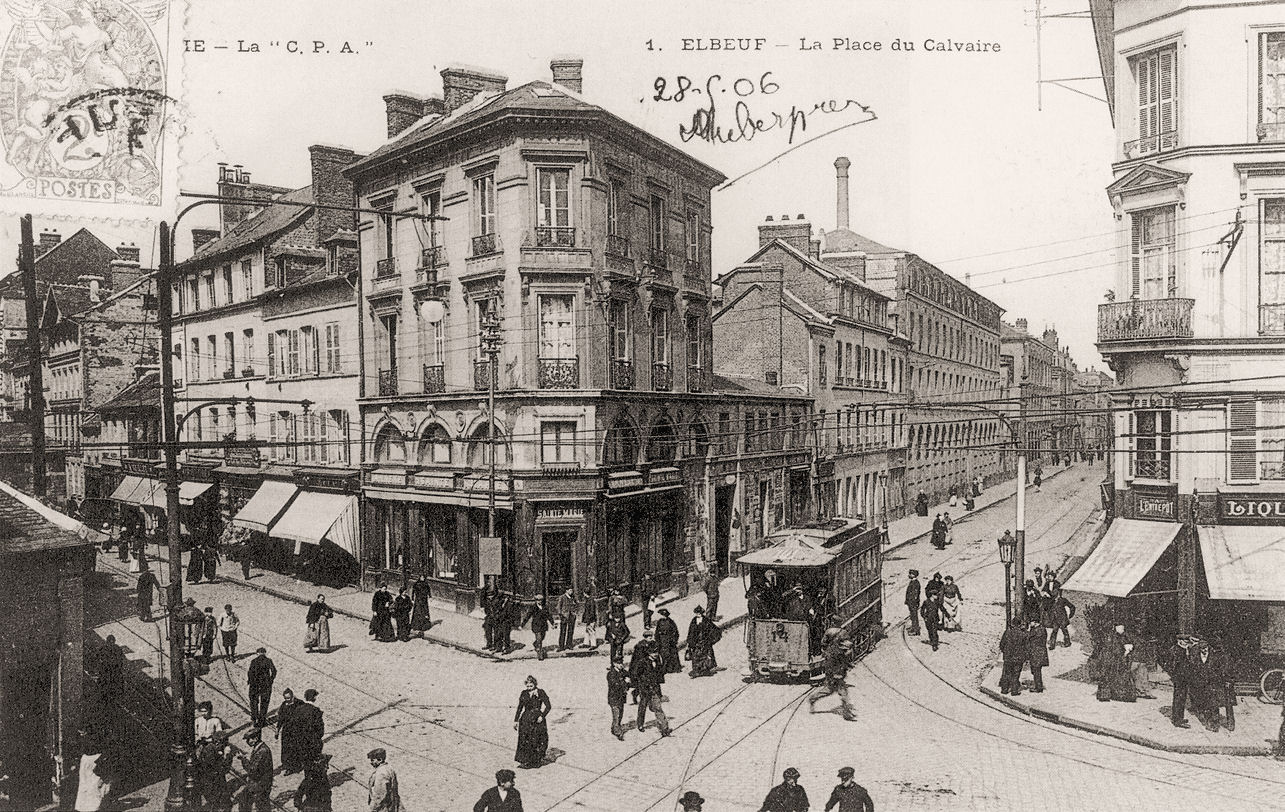
La place du Calvaire.
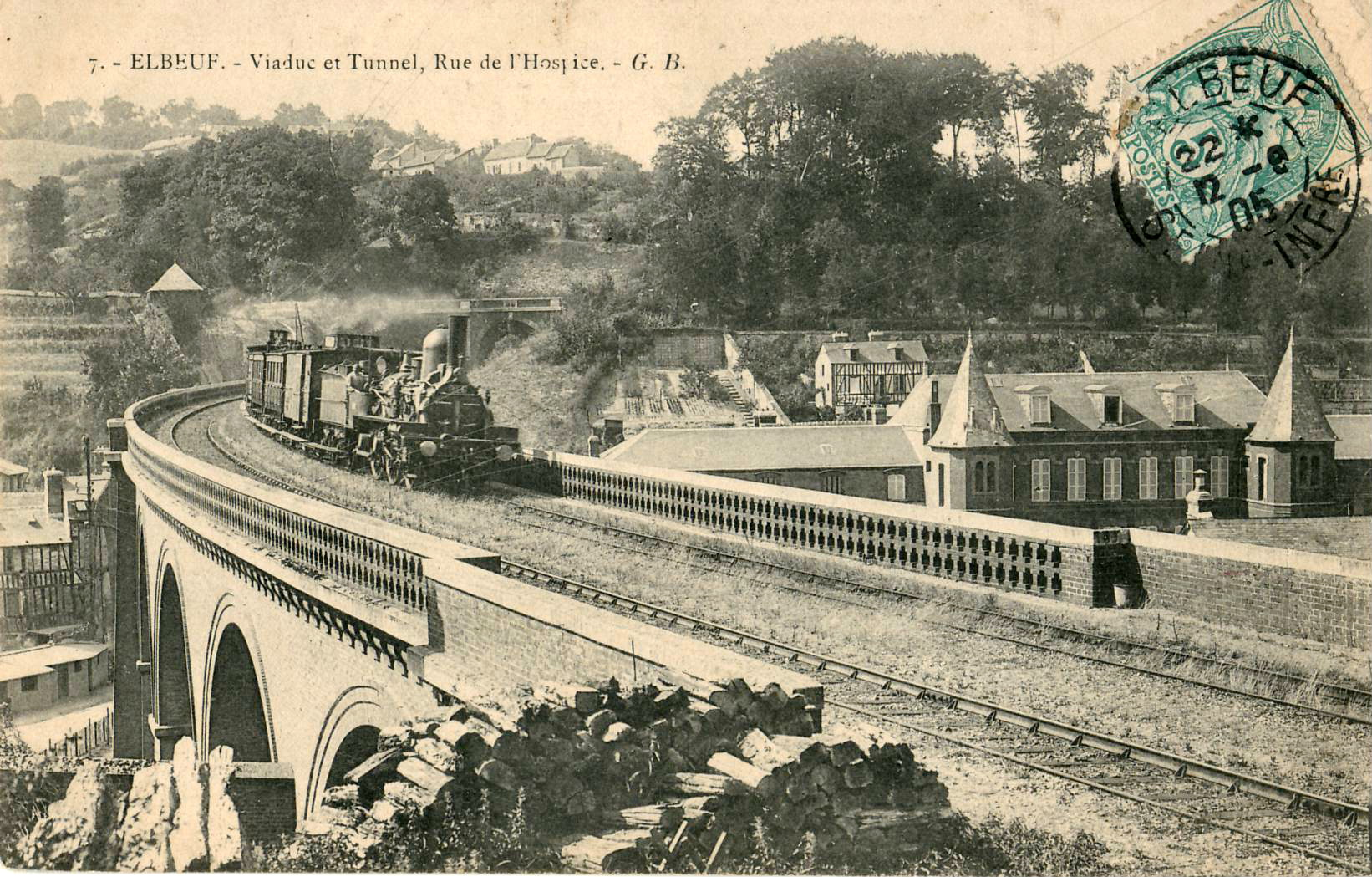
Le viaduc de l'Hospice, sur la ligne de Rouen à Orléans, vers 1905.
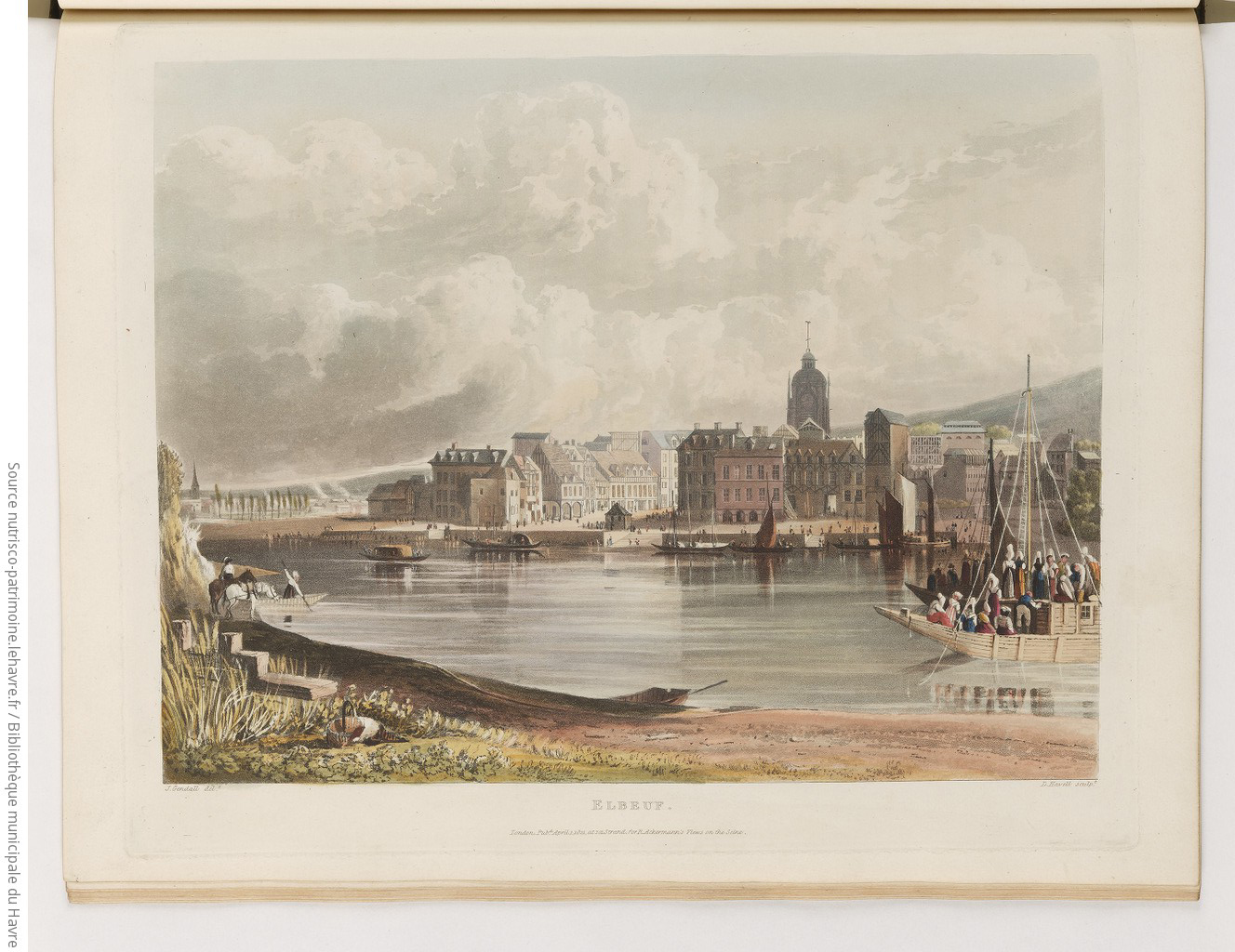
Vue de la Seine à Elbeuf. Gravure extraite de Picturesque tour of the Seine from Paris to the sea, with particulars historical and descriptive, by M. Sauvan. Illustrated with twenty four highly finished and coloured engravings by A. Pugin and J. Gendall, 1821. Bibliothèque municipale du Havre, en ligne sur Nutrisco

### Une forte immigration alsacienne
Après la guerre de 1870, un grand nombre d'Alsaciens qui refusaient l'annexion ont choisi Elbeuf pour s'y installer. Beaucoup de ces nouveaux habitants travaillaient dans l'industrie textile en Alsace. Or les clauses douanières du traité de Francfort leur fermaient dorénavant le marché français.
Paul Lévy écrit : « Des 4 000 Bischwillerois qui ont quitté leur ville natale entre 1869 et 1874 — dont 75 fabricants sur 96 et plus de 3 000 ouvriers sur 5 000 — plus de la moitié s'est retrouvée à Elbeuf, où ils continuaient à former un groupement original au sein de la population autochtone. D'abord beaucoup d'entre eux étaient luthériens au milieu d'une population catholique. Leur pasteur leur faisait un sermon en allemand tous les quinze jours et, l'office terminé, s'entretenait avec eux en dialecte. Car le dialecte a subsisté, parlé couramment chez tous les vieux, fidèlement conservé par beaucoup de jeunes » et il cite Delahache : « Je les ai entendus [en 1914], entre eux ou avec les patrons, et d'entendre ce langage ici, dans une petite ville normande, à 500 km de l'Alsace […] je me croyais là-bas, chez eux, chez moi […] Ils se sont longtemps mariés entre « pays », et cette tradition non plus n'est pas perdue ».
Parmi cette communauté d'origine alsacienne se trouvaient les familles Blin,, Fraenckel et Herzog,. L'écrivain André Maurois, de son vrai nom Émile Herzog, appartenait à cette dernière famille. Il est né à Elbeuf. La peintre Marie Ritleng, née à Strasbourg, est également arrivée à Elbeuf avec sa mère en 1871.

## Politique et administration

### Finances locales
Elbeuf se situe dans la strate des communes de 5 000  à   10 000 habitants appartenant à un groupement fiscalisé (TPU).

### Budget et fiscalité 2021
En 2021, le budget de la commune était constitué ainsi :
- total des produits de fonctionnement : 23 247 000 €, soit 1 424 € par habitant ;
- total des charges de fonctionnement : 19 837 000 €, soit 1 215 € par habitant ;
- total des ressources d'investissement : 6 279 000 €, soit 385 € par habitant ;
- total des emplois d'investissement : 6 315 000 €, soit 387 € par habitant ;
- endettement : 6 000 000 €, soit 367 € par habitant.

Avec les taux de fiscalité suivants :
- taxe d'habitation : 21,69 % ;
- taxe foncière sur les propriétés bâties : 52,87 % ;
- taxe foncière sur les propriétés non bâties : 74,04 % ;
- taxe additionnelle à la taxe foncière sur les propriétés non bâties : 0,00 % ;
- cotisation foncière des entreprises : 0,00 %.

Chiffres clés Revenus et pauvreté des ménages en 2020 : médiane en 2020 du revenu disponible, par unité de consommation : 16 930 €.

### Jumelages
- Lingen (Allemagne)

## Population et société

### Démographie
L'évolution du nombre d'habitants est connue à travers les recensements de la population effectués dans la commune depuis 1793. Pour les communes de plus de 10 000 habitants les recensements ont lieu chaque année à la suite d'une enquête par sondage auprès d'un échantillon d'adresses représentant 8 % de leurs logements, contrairement aux autres communes qui ont un recensement réel tous les cinq ans,.

En 2022, la commune comptait 15 774 habitants, en évolution de −4,42 % par rapport à 2016 (Seine-Maritime : +0,35 %, France hors Mayotte : +2,11 %).
| 1793  | 1800  | 1806  | 1821  | 1831   | 1836   | 1841   | 1846   | 1851   |
| ----- | ----- | ----- | ----- | ------ | ------ | ------ | ------ | ------ |
| 5 862 | 5 600 | 6 351 | 9 090 | 10 258 | 13 366 | 14 646 | 16 318 | 17 534 |

| 1856   | 1861   | 1866   | 1872   | 1876   | 1881   | 1886   | 1891   | 1896   |
| ------ | ------ | ------ | ------ | ------ | ------ | ------ | ------ | ------ |
| 18 821 | 20 692 | 21 784 | 22 848 | 22 213 | 23 152 | 22 104 | 21 404 | 20 542 |

| 1901   | 1906   | 1911   | 1921   | 1926   | 1931   | 1936   | 1946   | 1954   |
| ------ | ------ | ------ | ------ | ------ | ------ | ------ | ------ | ------ |
| 19 050 | 18 729 | 18 290 | 18 672 | 17 964 | 18 379 | 17 506 | 15 958 | 17 293 |

| 1962   | 1968   | 1975   | 1982   | 1990   | 1999   | 2006   | 2011   | 2016   |
| ------ | ------ | ------ | ------ | ------ | ------ | ------ | ------ | ------ |
| 18 988 | 19 407 | 19 116 | 17 224 | 16 604 | 16 666 | 17 277 | 16 800 | 16 503 |

| 2021   | 2022   | - | - | - | - | - | - | - |
| ------ | ------ | - | - | - | - | - | - | - |
| 15 951 | 15 774 | - | - | - | - | - | - | - |

### Enseignement

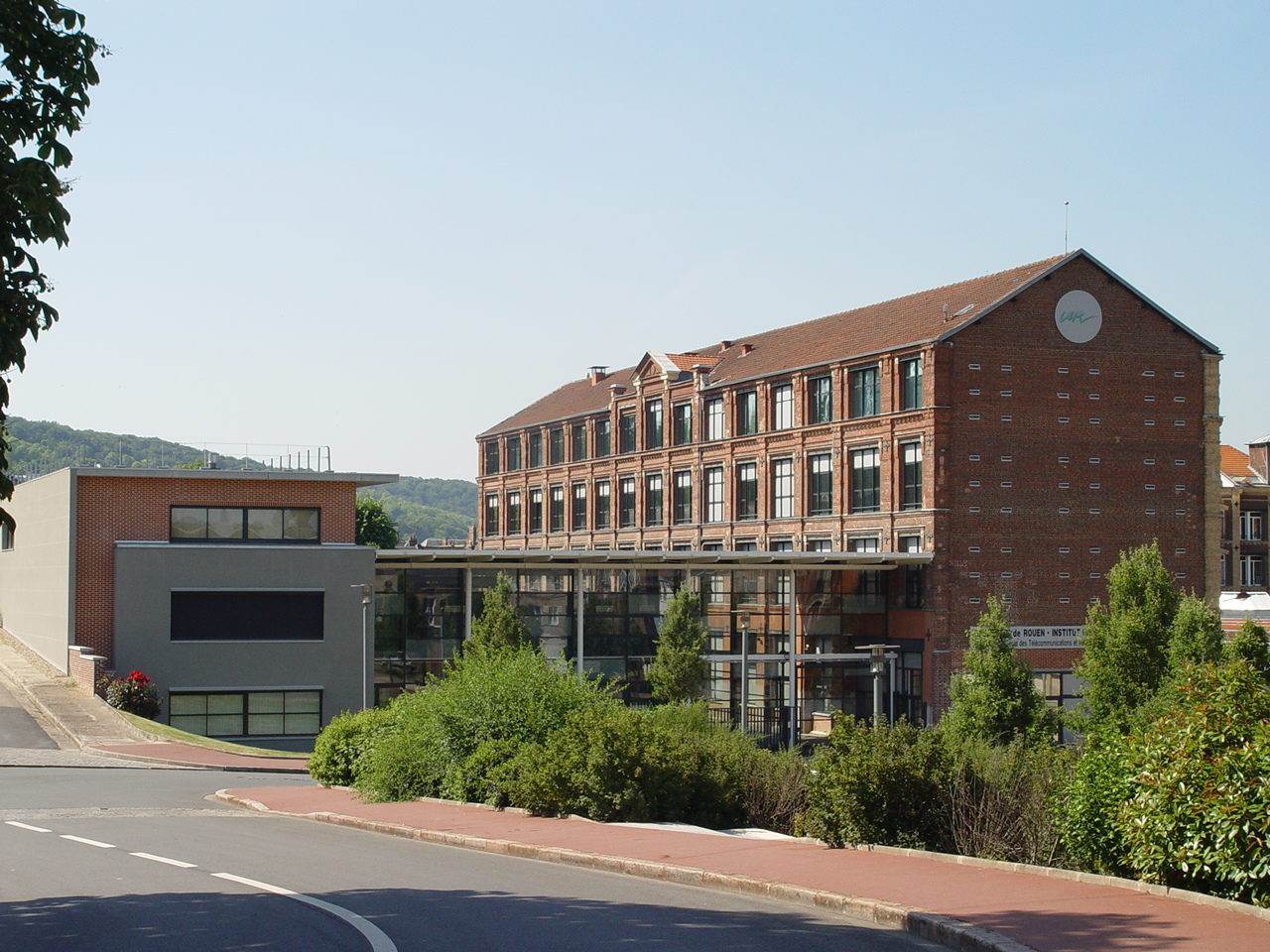
L'IUT d'Elbeuf.

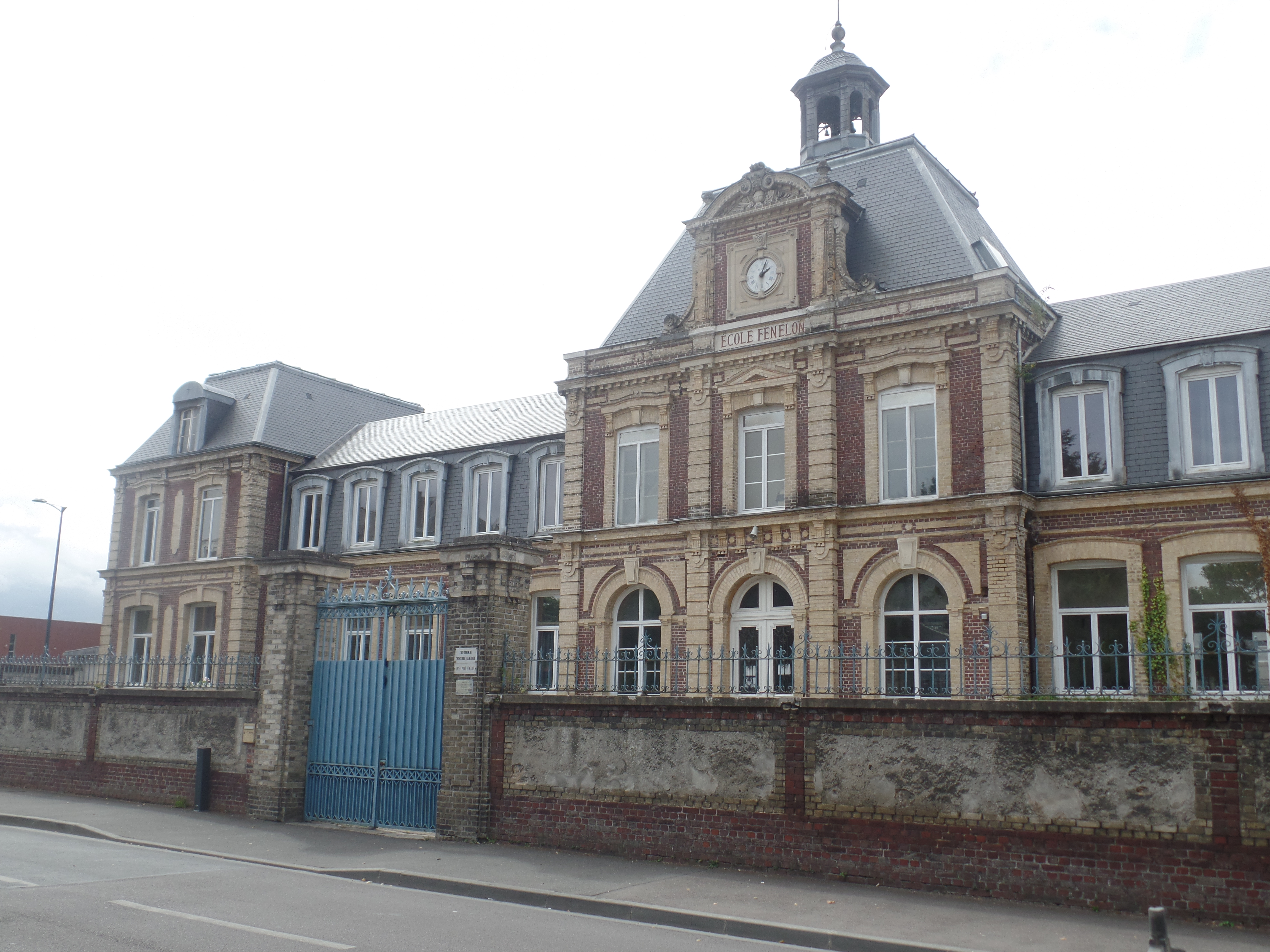
Bâtiment principal du collège-lycée Fénelon.

- La ville dispose de l'antenne de l'IUT de Rouen, axée sur les NTIC.
- Lycées
  - Lycée Ferdinand-Buisson
  - Lycée André-Maurois
  - Lycée professionnel Notre-Dame (privé)
  - Lycée Fénelon (privé)
- Collèges
  - Collège Fénelon (privé)
  - Collège Nelson-Mandela
- Écoles élémentaires
  - Georges Brassens
  - Antoine de Condorcet
  - Alphonse Daudet
  - Jules Michelet
  - Molière
  - Charles Mouchel
  - Saint-François d'Assise (privé)
- Écoles maternelles
  - Georges Brassens
  - Alphonse Daudet
  - Raymonde Lefrançois
  - André Malraux
  - Molière
  - Jacques Prévert
  - Saint-François d'Assise (privé)

### Santé
Professionnels et établissements de santé :
- Médecins,
- Pharmacies,
- Centre hospitalier intercommunal Elbeuf-Louviers/Val de Reuil, localement appelé Hôpital des Feugrais. Il se situe sur la commune de Saint-Aubin-lès-Elbeuf.
- Le Pôle Thérapeutes a été inauguré le 16 février 2018.

### Cultes
- Culte catholique, Paroisse Notre-Dame d'Elbeuf[55], Diocèse de Rouen[56].
- Église Protestante Unie[57].
- Église Évangélique[58].
- Confession israélite, Consistoire de Haute-Normandie[59].
- Culte musulman[60].

### Manifestations associatives, culturelles et festivités
- Restaurant solidaire de l’association Amicalement vôtre[61].
- La fête foraine appelée Foire Saint-Gilles, située sur le Champ de Foire en bordure de Seine, se déroule pendant le mois de septembre annuellement.

## Économie

### Entreprises et commerces

#### Agriculture et services divers
- une friche d’Elbeuf transformée en lieu de culture de champignons[62].
- Élevages[63].
- Élevage d'autres animaux[64].

#### Tourisme
- Gîtes de France[65].
- Restauration[66].
- Hôtels.

#### Commerces
- Commerces et services de proximité.
- Elbeuf est le siège de la Chambre de commerce et d'industrie d'Elbeuf. Elle gère le CFA, le port fluvial d'Elbeuf, la Zone Angot, le Bâtiment 3 et l'Hôtel des Compétences.
- La compétence économique d'Elbeuf est gérée par la Métropole Rouen Normandie.
- Une régie d'électricité[67] exploite le réseau de distribution d'énergie électrique à quelque 9 500 clients. Elle met en œuvre deux centrales hydroélectriques[68] : celle du Moulin Prieur[69] (Saint-Philbert-sur-Risle) et celle de Fontaine-Guérard (infrastructure de l'ancienne filature Levavasseur).
- Monnaie locale. Une monnaie locale, l'agnel[70], a été lancée en novembre 2015.

## Culture locale et patrimoine

### Lieux et monuments

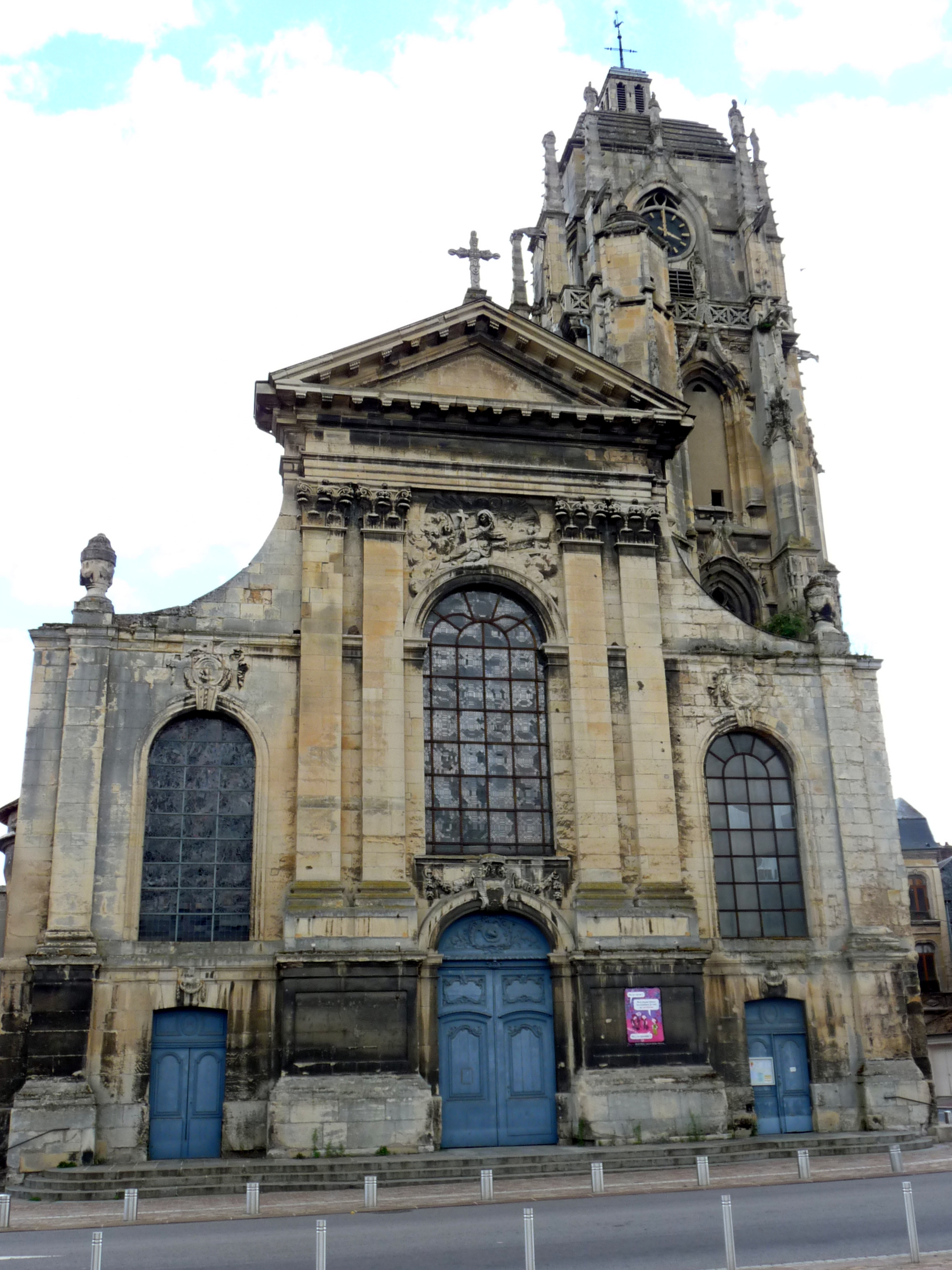
Église Saint-Jean.

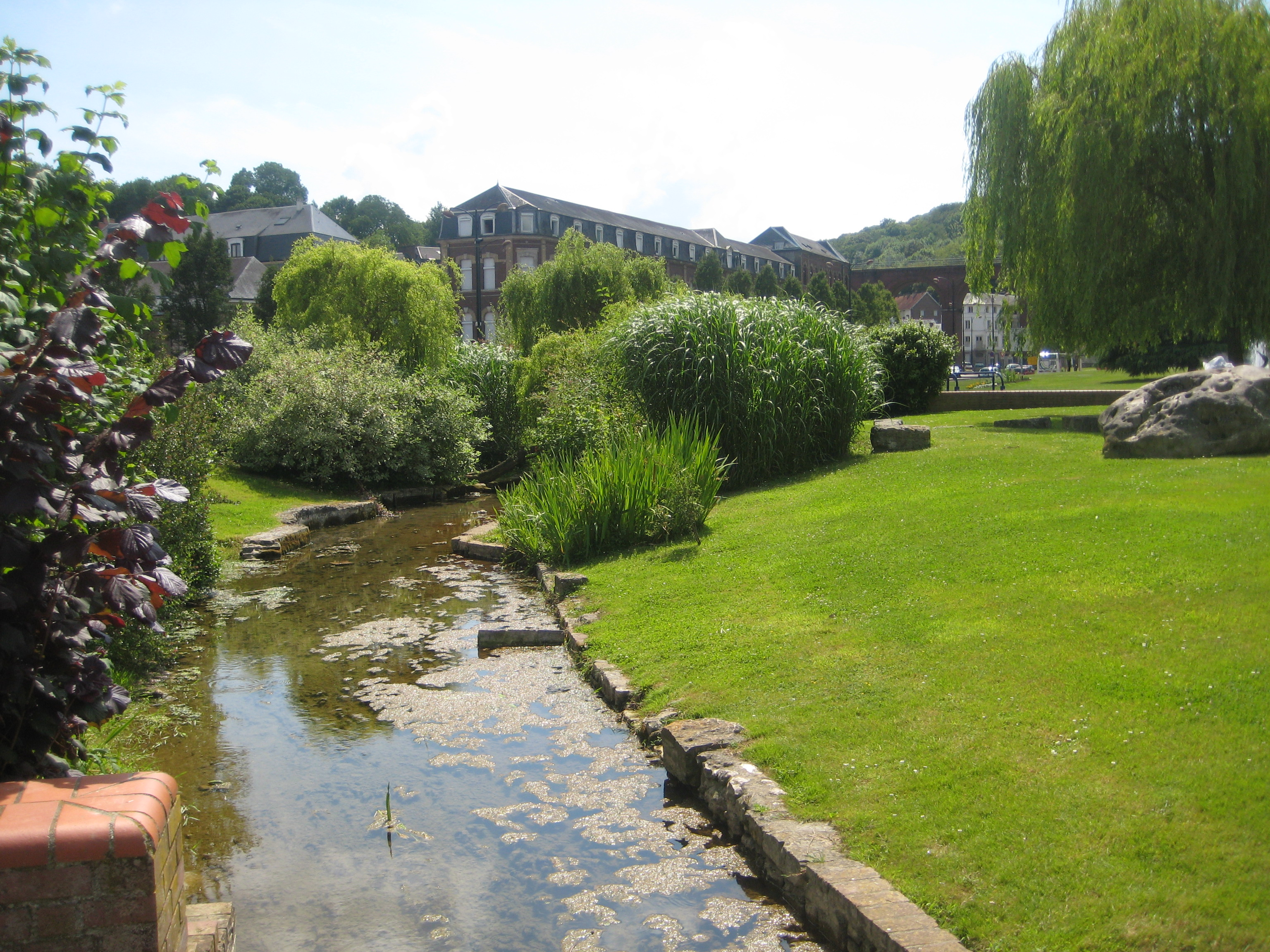
Jardin René-Youinou.

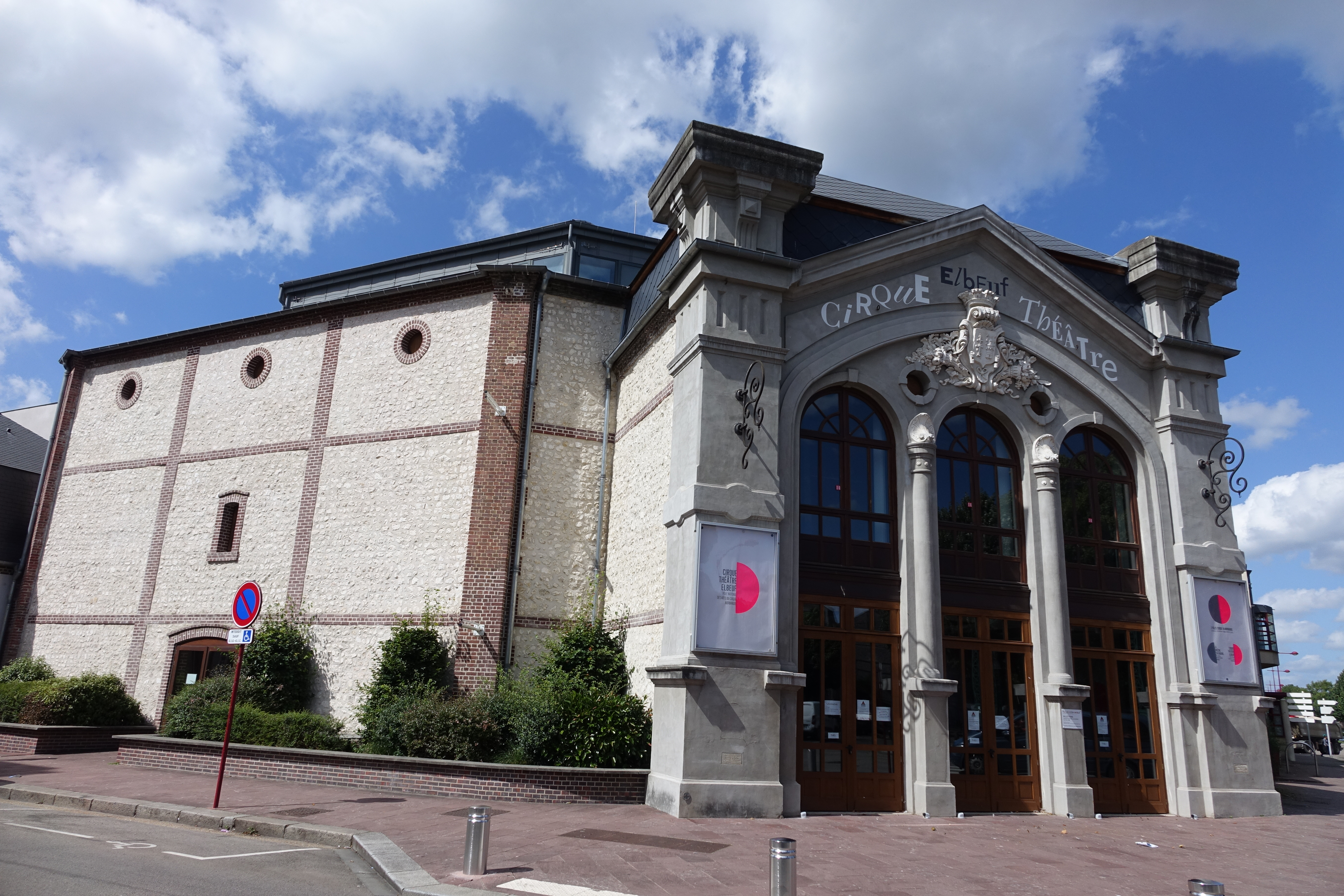
Cirque-théâtre.

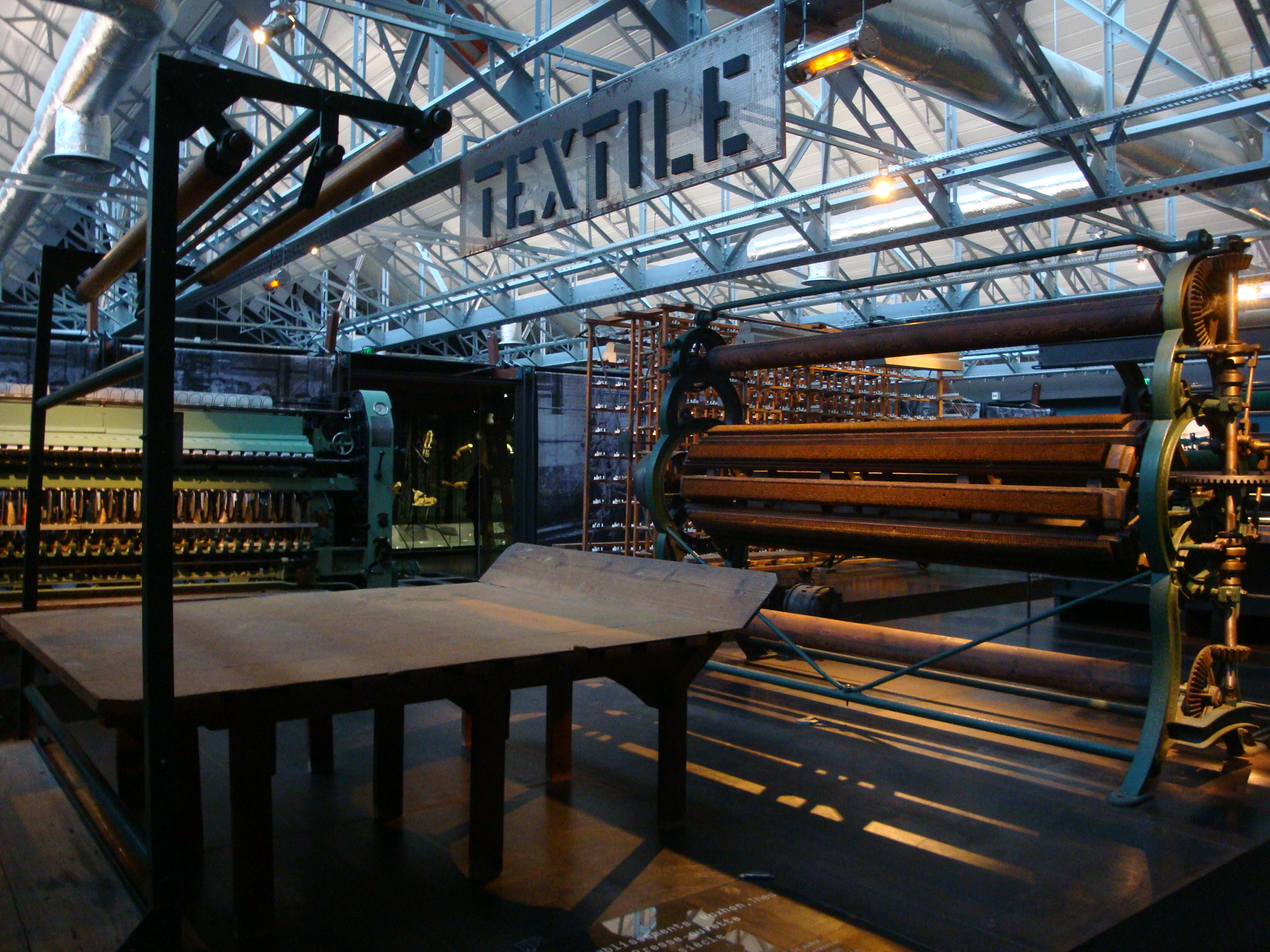
La Fabrique des Savoirs, section dédiée à l'activité textile.

Patrimoine religieux
- L'église Saint-Jean,  Classé MH (1992)[71].

Orgue de tribune,,.
L’Orgue de Chœur de St Jean-Baptiste.
- L'église Saint-Étienne,  Classé MH (1930)[76].

Orgue de tribune,.
L’Orgue de Chœur de St Étienne.
- L'église de l'Immaculée-Conception[80], par l'architecte Jacques-Eugène Barthélémy[81].

Le Grand-Orgue de l'Immaculée-Conception.
L‘Orgue de Chœur de l’Immaculée-Conception.
- La synagogue, inscrite sur l'inventaire supplémentaire des monuments historiques par arrêté du 25 mai 2009[84], située rue Grémont.
- Chapelle de l'Hôpital[85].
- Temple de l'Église Réformée[86]
- La mosquée En-Nour[87].
- Le monument aux morts de 1870, situé à l'entrée du cimetière Saint-Jean, réalisé par Robert Delandre, inauguré en 1905.
- Le monument aux morts de 14-18, situé sur la place Aristide Briand, devant la mairie, réalisé par Albert Guilloux, inauguré en 1922[88].

Autres lieux et patrimoines
- Le cirque-théâtre (1892),  Inscrit MH (1998), situé à l'intersection de la rue de Solférino et de la rue Augustin Henry.
- la villa du Buquet, ou villa du Val-Caron,  Inscrit MH (1984), villa gallo-romaine, située entre l'allée de la Maison Romaine et la rue du Val Caron.
- La Fabrique des Savoirs qui regroupe le musée d'Elbeuf, le Centre d'archives patrimoniales, le Centre d'interprétation de l'architecture et du patrimoine (CIAP) et la MJC d'Elbeuf.
- Les manufactures Delarue[89], Clarenson et Charles Houiller (draperies).
- Maison de drapier[90].
- La Fontaine aux trois hérons[91].
- Hôtel de la Poste[92].

### Personnalités liées à la commune
- Roland Dubuc, artiste peintre et sculpteur, a terminé sa vie à Elbeuf.
- Franz-Olivier Giesbert, journaliste, biographe et romancier, a ses racines familiales à Elbeuf.
- Léopold Hervieux[93] avocat et littérateur (romans, poésies) est né à Elbeuf le 10 mars 1831. En 1884, il obtient le prix Jules-Janin décerné par l'Académie française.
- Berthe Mouchel, artiste peintre, née le 8 août 1864 à Elbeuf, a beaucoup peint la vie ouvrière elbeuvienne de la fin du XIXe siècle et du début du XXe siècle. Certaines de ses œuvres sont conservées au Musée d'Elbeuf, dans la Fabrique des Savoirs.
- Raymond Mamier, général français (1894-1952) né à Elbeuf[94], a obtenu de nombreuses décorations dont celles de commandeur de la Légion d'honneur, la croix de guerre et 14 actions d'éclats et de citations.
- Jean-Philippe Dojwa, coureur cycliste né en 1967 à Elbeuf.
- Nicolas Pallois, né le 19 septembre 1987 à Elbeuf, est un footballeur français qui joue au poste de défenseur.
- Philippe Théodore Chennevière[95], né le 2 novembre 1800 à Saint-Cyr-du-Vaudreuil, mort le 15 octobre 1878, officier de la Légion d'honneur de 1851[96].

### Elbeuf dans les arts
- Alain Paillou, Jean-François Miniac, Polar, Shots entre amis à Cognac, collectif sous la direction de Bruno Lecigne, préface d'Olivier Marchal, Les Humanoïdes associés, 2020[97]  (ISBN 978-2-7316-8844-3)
Leur bande dessinée Les pissenlits par les racines retrace l'épisode elbeuvien de la vie de l'escroc Clément Passal.

### Héraldique
| Image | Nom de la commune et blasonnement |
| ----- | --- |
|       | Elbeuf Parti, au premier d'or à la croix patriarcale de gueules, posée sur une terrasse de sinople, supportant une vigne du même fruitée de pourpre, au second d'azur à une ruche d'or, posée sur une terrasse de sinople, entourée d'abeilles sans nombre du même. |
|       | Elbeuf (Seine-Inférieure) Pendant le Premier Empire : d'argent, à une ruche d'azur, posée sur une terrasse de sinople et entourée d'un essaim, au chef de gueules, chargé de trois abeilles d'or.                                                                   |